# 橘右樂
橘 右樂（たちばな うらく、筆名、1946年 - ）は橘流寄席文字書家、寄席資料研究家。寄席文字橘流理事。男性。

## 経歴
東京都葛飾出身。1975年橘右近に入門、1977年寄席文字伝承者として「橘右樂」の名前を許される。寄席文字の普及と継承に務めながら、江戸期から現在に至る東京の寄席とその周辺情報の調査研究を1993年ごろからライフワークにしている。
落語協会百周年（2024年）の際には、大正13年（1924年）2月25日に上野精養軒で落語協会発会式が行われたという27日付の都新聞の記事を国立国会図書館で発見、発足記念日の根拠となった。

## 主な仕事
- 池袋演芸場看板・めくり
- 落語協会カレンダー「落語協会演芸家総覧」
- NHK大河ドラマ「いだてん〜東京オリムピック噺〜」寄席指導（2019年）[3][6]
- カルチャーセンターでの寄席文字教室

- 地域寄席・落語会のめくり・題字などの筆耕多数

## 弟子
- 橘紅樂